# Illes Vanuatu
Les illes Vanuatu (antigament Noves Hèbrides) són un grup d'illes d'Oceania localitzades a l'oceà Pacífic Sud. Administrativament tot el grup forma el país homònim de Vanuatu.

## Topografia
L'arxipèlag comprèn vuitanta-tres illes, amb 2.528km de costa i una superfície total de 14.760km², lleugerament més gran que països com Montenegro o les Bahames. Només seixanta-cinc de les illes són habitades. Catorze tenen una superfície de més de 100km²; en ordre descendent, són: Espiritu Santo, Malakula, Erromango, Efate, Ambrym, Ambae o Aoba, Tanna, Pentecostès, Epi, Vanua Lava, Gaua, Maewo, Malo i Anatom o Aneityum.
Els seus veïns immediats són l'arxipèlag de Salomó, l'illa de Nova Caledònia i Austràlia, el continent més proper. Dues de les illes, Matthew i Hunter, són també reclamades pel departament francès d'ultramar de Nova Caledònia.
Les illes Vanuatu són un arxipèlag muntanyenc d'origen volcànic, amb estretes planes costaneres. La costa és generalment rocosa, amb corall, i sense cap plataforma continental, fet que causa la ràpida desaparició en les profunditats de l'oceà. La majoria de les illes són inclinades, amb sòl inestable i poca aigua fresca permanent
La ciutat més gran del país és la capital Port Vila, a l'illa d'Efate, seguida de Luganville, a l'illa d'Espiritu Santo.
La més alta de totes les muntanyes del grup és el mont Tabwemasana, amb 1.877m, a l'illa d'Espiritu Santo, la major de l'arxipèlag.
Vanuatu és famosa per una ecorregió terrestre, anomenada les selves de Vanuatu. És part de l'ecozona d'Australàsia, que també inclou les veïnes Nova Caledònia i Salomó, i també Austràlia, Nova Zelanda i Papua Nova Guinea.

## Clima
El clima és tropical o subtropical, moderat, de maig a octubre, pels vents alisis del sud-est. Els riscs naturals inclouen els ciclons tropicals o tifons, de desembre a abril, i l'activitat volcànica de vegades causa de terratrèmols, fins al moment, sense conseqüències d'importància.

## Recursos naturals
El manganès, la fusta i el peix en són els principals recursos. El 1993, el 75% de la seva superfície estava coberta per selves i boscs, el 10% es dedicava als conreus i un 2%, cadascun, a prats permanents i altres terres de conreu. Una estimació del 2005 reflectia que només el 9% de la terra era emprada per a l'agricultura (7% permanent i 2% terra arable
La majoria de la població no té accés a un abastiment confiable d'aigua potable. La desforestació és una altra de les principals preocupacions a les illes i Vanuatu ha subscrit molts dels acords internacionals de protecció del medi ambient, àdhuc els acords sobre diversitat biològica, el canvi climàtic, la desertificació, les espècies amenaçades, els vessaments marins, la protecció de la capa d'ozó i sobre navilis anticontaminants.
En aplicació de la llei del mar, Vanuatu reclama vint-i-quatre milles nàutiques de la zona contigua, dotze milles nàutiques de mar territorial i dues-centes de plataforma continental i zona econòmica exclusiva.